# Vladislav Kužel-Znievčan
Vladislav Kužel, známý též jsko Vladislav Kužel-Znievčan (14. listopadu 1910 Kamenec Podolský, Ukrajina – 28. července 2002 Bánovce nad Bebravou), byl příslušník československé a slovenské armády, účastník Slovenského národního povstání a spisovatel.

## Život
Narodil se na Ukrajině, kde jeho otec Ignác Kužel dělal obchodníka.. Před první světovou válkou se rodina přestěhovala na Slovensko. Vladislav Kužel absolvoval v Martině gymnázium a obchodní akademii. Potom vystudoval Vojenskou akademii v Hranicích (1933-1935). V hodnosti poručíka pěchoty byl zařazen k 26. pěšímu pluku v Banské Bystrici. V letech 1940 až 1942 studoval na Vysoké škole válečné v Bratislavě. Od února 1942 působil v rámci slovenské armády na východní frontě.Dne 1. ledna 1943 byl přidělen ke generálnímu štábu slovenské armády. V květnu 1944 byl zapojen do příprav Slovenského národního povstání. V průběhu tohoto povstání byl náčelníkem štábu 3. taktické skupiny 1. československé armády na Slovensku. Po porážce povstání se do doby příchodu Rudé armády ukrýval. Potom se stal příslušníkem 1. československého armádního sboru. 
V letech 1945 až 1946 byl náčelníkem štábu 4. rychlé divize. Dne 6. února 1947 byl povýšen na podplukovníka generálního štábu (s účinností od 1. ledna 1946). Mezitím byl profesorem válečné taktiky na Vysoké škole válečné v Praze. V letech 1948 až 1949 byl náčelníkem štábu V. armádního sboru československé armády. Potom byl náčelníkem operačního oddělení 4. vojenské oblasti a pak náčelníkem štábu 9. pěší divize (od 15. září 1950). V červenci 1951 odešel do zálohy. 
V letech 1951 až 1970 pracoval u národního podniku Československé státní lesy v Kláštore pod Znievom. Napsal dvě rozhlasové hry a několik povídek. V roce 1991 byl povýšen do hodnosti generálmajora.

## Vyznamenání
- Medaile Za hrdinstvo (1939-1945), Slovenský stát
- Pamětní medaile Za obranu Slovenska v březnu 1939, Slovenský stát
- Památní medaile Javorina (1940), Slovenský stát
- Válečný vítězný kříž (1943-1945), Slovenský stát
- Československá medaile Za chrabrost před nepřítelem
- Československý válečný kříž 1939
- Řád Slovenského národního povstání
- Medaile za vítězství nad Německem ve Velké vlastenecké válce 1941–1945
- Řád rudé hvězdy
- Řád Milana Rastislava Štefánika, III. třídy[1]